# Penso (Sernancelhe)
Penso é uma povoação portuguesa do Município de Sernancelhe que foi sede da extinta Freguesia de Penso, freguesia que tinha 7,71 km² de área e 230 habitantes (2011), e, por isso, uma densidade populacional de 29,8 hab./km².
A Freguesia de Penso foi extinta e agregada à Freguesia de Freixinho, criando-se a União das Freguesias de Penso e Freixinho.
Penso pertenceu ao extinto concelho de Caria até 1855. 

## População
| População da freguesia de Penso | População da freguesia de Penso | População da freguesia de Penso | População da freguesia de Penso | População da freguesia de Penso | População da freguesia de Penso | População da freguesia de Penso | População da freguesia de Penso | População da freguesia de Penso | População da freguesia de Penso | População da freguesia de Penso | População da freguesia de Penso | População da freguesia de Penso | População da freguesia de Penso | População da freguesia de Penso |
| ------------------------------- | ------------------------------- | ------------------------------- | ------------------------------- | ------------------------------- | ------------------------------- | ------------------------------- | ------------------------------- | ------------------------------- | ------------------------------- | ------------------------------- | ------------------------------- | ------------------------------- | ------------------------------- | ------------------------------- |
| 1864                            | 1878                            | 1890                            | 1900                            | 1911                            | 1920                            | 1930                            | 1940                            | 1950                            | 1960                            | 1970                            | 1981                            | 1991                            | 2001                            | 2011                            |
| 503                             | 565                             | 560                             | 587                             | 567                             | 557                             | 678                             | 573                             | 584                             | 477                             | 337                             | 314                             | 320                             | 244                             | 230                             |

| Distribuição da População por Grupos Etários | Distribuição da População por Grupos Etários | Distribuição da População por Grupos Etários | Distribuição da População por Grupos Etários | Distribuição da População por Grupos Etários | Distribuição da População por Grupos Etários | Distribuição da População por Grupos Etários | Distribuição da População por Grupos Etários | Distribuição da População por Grupos Etários | Distribuição da População por Grupos Etários |
| -------------------------------------------- | -------------------------------------------- | -------------------------------------------- | -------------------------------------------- | -------------------------------------------- | -------------------------------------------- | -------------------------------------------- | -------------------------------------------- | -------------------------------------------- | -------------------------------------------- |
| Ano                                          | 0-14 Anos                                    | 15-24 Anos                                   | 25-64 Anos                                   | > 65 Anos                                    |                                              | 0-14 Anos                                    | 15-24 Anos                                   | 25-64 Anos                                   | > 65 Anos                                    |
| 2001                                         | 30                                           | 35                                           | 115                                          | 64                                           |                                              | 12,3%                                        | 14,3%                                        | 47,1%                                        | 26,2%                                        |
| 2011                                         | 28                                           | 22                                           | 125                                          | 55                                           |                                              | 12,2%                                        | 9,6%                                         | 54,3%                                        | 23,9%                                        |

Média do País no censo de 2001:  0/14 Anos-16,0%; 15/24 Anos-14,3%; 25/64 Anos-53,4%; 65 e mais Anos-16,4%
Média do País no censo de 2011:   0/14 Anos-14,9%; 15/24 Anos-10,9%; 25/64 Anos-55,2%; 65 e mais Anos-19,0%

## Património
- Solar dos Noronhas, do Sec.XVII
- Solar dos Serpa Pimentel, Sec.XVIII